# Leptoconops montanus
Leptoconops montanus är en tvåvingeart som beskrevs av Konurbayev 1965. Leptoconops montanus ingår i släktet Leptoconops och familjen svidknott. Inga underarter finns listade i Catalogue of Life.